# Медынцево (Владимирская область)
Медынцево — деревня в Ковровском районе Владимирской области России, входит в состав Новосельского сельского поселения.

## География
Деревня расположена в 5 км на юг от центра поселения посёлка Новый и в 13 км на юго-запад от райцентра города Ковров. 

## История
В XIX — первой четверти XX века деревня входила в состав Великовской волости Ковровского уезда, с 1926 года — в составе Клюшниковской волости. В 1859 году в деревне числилось 35 дворов, в 1905 году — 42 двора, в 1926 году — 50 дворов.
С 1929 года деревня входила в состав Васильевского сельсовета Ковровского района, с 1940 года — в составе Великовского сельсовета, с 1972 года — в составе Новосельского сельсовета, с 2005 года — в составе Новосельского сельского поселения.

## Население
| 1859 | 1905 | 1926 | 2002 | 2010 | 2021 |
| ---- | ---- | ---- | ---- | ---- | ---- |
| 350  | ↘325 | ↘258 | ↘15  | ↗17  | ↗48  |